# Harvard-Smithsonian Center for Astrophysics
Le  Harvard-Smithsonian Center for Astrophysics (CfA), officiellement écrit Center for Astrophysics | Harvard & Smithsonian, est situé à Cambridge dans l'État du Massachusetts. Il est constitué du Smithsonian Astrophysical Observatory et du Harvard College Observatory et a été créé en 1973 pour coordonner les activités de ces deux instituts de recherches.
En 2004 le directeur en est Charles R. Alcock. Le précédent directeur de 1982 à 2004 était Irwin I. Shapiro.
L'astéroïde (10234) Sixtygarden est nommé d'après l'adresse du CfA, situé au 60 Garden Street.

## Observatoires au sol
- Observatoire Oak Ridge (fermé en 2005)
- Observatoire Fred Lawrence Whipple
- Télescopes Magellan
- Observatoire MMT
- South Pole Telescope
- Submillimeter Array
- CfA 1.2 m Millimeter-Wave Telescope (en)
- Very Energetic Radiation Imaging Telescope Array System (VERITAS)

## Observatoires spatiaux
- Chandra
- Hinode
- Kepler
- Solar Dynamics Observatory (SDO)
- Solar and Heliospheric Observatory (SOHO)
- Spitzer

## En cours de construction
- Télescope géant Magellan
- Murchison Widefield Array (radiotélescope)
- Square Kilometre Array
- Pan-STARRS
- Observatoire Vera-C.-Rubin (ex Large Synoptic Survey Telescope ou LSST)
- Constellation-X Observatory (en)

## Directeurs
- George B. Field : 1973–1982
- Irwin Shapiro : 1982–2004
- Charles R. Alcock : 2004–présent